# Telecí
Telecí település Csehországban, a Svitavyi járásban. Telecí Oldřiš, Borová, Spělkov, Pustá Rybná, Korouhev, Sádek, Krásné és Borovnice településekkel határos. Lakosainak száma 422 fő (2024. január 1.).

## Népesség
A település lakosságának változását az alábbi diagram mutatja:
| Lakosok száma | 1126 | 1097 | 952  | 634  | 503  | 384  | 426  | 427  | 418  | 422  |
|               | 1869 | 1900 | 1921 | 1961 | 1980 | 2011 | 2016 | 2019 | 2021 | 2024 |